# Leonardo Di Costanzo
Leonardo Di Costanzo (né en 1958 à Ischia, dans la province de Naples) est un scénariste et réalisateur italien.

## Biographie
Auteur de plusieurs longs métrages à caractère documentaire, Leonardo Di Costanzo enseigne actuellement à Paris aux Ateliers Varan. Il réalise en 2012 une première fiction, L'intervallo ayant pour cadre la ville de Naples.

## Filmographie principale
- 2003 : Un cas d'école (A scuola), documentaire
- 2006 : Les Sept marins de l'Odessa (Odessa), documentaire
- 2007 : L'orchestra di Piazza Vittorio: I diari del ritorno (épisode Houcine)
- 2011 : Cadenza d'inganno, documentaire
- 2012 : L'intervallo
- 2014 : Les Ponts de Sarajevo coréalisé avec 12 autres réalisateurs
- 2017 : L'intrusa
- 2021 : Ariaferma
- 2025 : Elisa — Io la volevo uccidere

## Récompenses et distinctions
- David di Donatello 2013 : Meilleur réalisateur débutant pour L'intervallo
- David di Donatello 2022 : Meilleur scénario original  pour Ariaferma